# Bent Faurschou Hviid

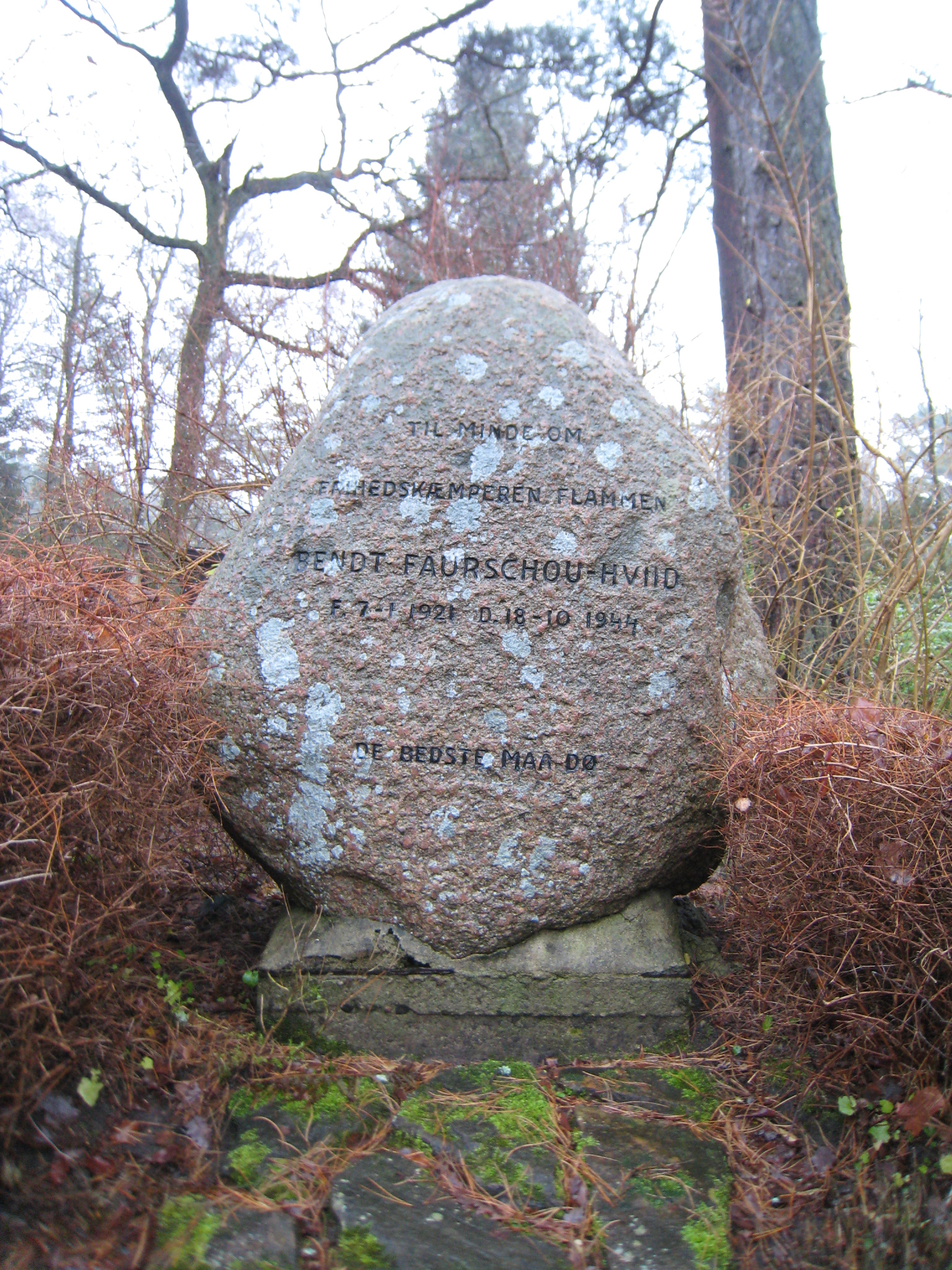
Bent Faurschou Hviids minnessten.

Bent "Flamman" Faurschou Hviid, född 7 januari 1921, död 18 oktober 1944, var en dansk motståndsman under andra världskriget. Han tillhörde motståndsgruppen Holger Danske.
Bent Faurschou Hviid var son till hotellägaren Wilhelm Faurschou Hviid och hans hustru Marie Louise Hviid, född Larsen. Han föddes i Asserbo i Danmark, där han också dog. Bent Faurschou Hviid är känd som motståndsmannen "Flamman" (danska: Flammen). Han fick sitt smeknamn på grund av sitt flammande röda hår.
Flamman var en av motståndsrörelsens berömda personer. Tillsammans med "Citronen" och "Gemüse" bildade han motståndsgruppen Holger Danske grupp I. Senare uppstod Holger Danske-grupperna II, III, IV och V.
Den 18 oktober 1944 överraskades han av tyskarna i en villa där han uppehöll sig. Han var inte beväpnad och hade ingen möjlighet att fly, så han valde att begå självmord genom att ta cyankalium. Han befann sig på övervåningen då tyskarna kom och när de hittade honom var han redan död.
"Flamman" fick postumt tapperhetsmedalj och en sten restes över honom på hans födelseplats i Asserbo. Inskriften på stenen lyder i svensk översättning: "Till minne av frihetskämpen Flamman. Bendt Faurschou Hviid. F. 7-1 1921 D. 18-10 1944. De bästa ska dö!" Namnet på stenen är av okänd anledning felstavat då det står Bendt i stället för Bent och Faurschou-Hviid i stället för Faurschou Hviid.
År 2008 hade filmen om Flamman och Citronen premiär.